# Aktivni metabolit
Aktivni metabolit je aktivni oblik leka u koji se početno jedinjenje metabolizuje u telu, i u kome lek deluje na svoje biološke ciljeve.

## Predlekovi
Ponekad su lekovi formulisani namerno na takav način da se oni razlažu unutar tela i formiraju aktivni lek. Takvi lekovi se zovu predlekovi. Razlog za to može biti da je lek stabilniji u toku proizvodnje i skladištenja u predlek formi, ili zato što se predlek bolje apsorbuje u telu ili ima superiornu farmakokinetiku (npr. lizdeksamfetamin).

## Metaboliti lekova
Druga vrsta aktivnog metabolita je kad je lek razložen u telu u modifikovani oblik koji nastavlja da proizvodi efekte u telu. Obično ti efekti su slični onima kod roditelja leka ali su slabiji, mada oni još uvek mogu da budu značajni (vidi npr. 11-hidroksi-THC, morfin-6-glukuronid). Određeni lekovi, kao što su kodein i tramadol imaju metabolite koji su jači nego lek roditelj (morfin i O-dezmetiltramadol respektno) I u tim slučajevima metabolit može biti odgovoran za značajan deo terapeutske akcije leka roditelja. Nekad, međutim, metaboliti mogu da proizvedu toksične efekte, i pacijenti se moraju pažljivo monitorovati da bi se osiguralo da se oni sakupljaju u telu. To može biti problem sa nekim dobro poznatim lekovima kao što su petidin (meperidin) i dekstropropoksifen.